# Ahmad Hindi
Ahmad Hindi (29 de noviembre de 1995) es un deportista jordano que compite en atletismo adaptado. Ganó dos medallas en los Juegos Paralímpicos de Verano, oro en Tokio 2020 y bronce en París 2024.

## Palmarés internacional
| Juegos Paralímpicos | Juegos Paralímpicos | Juegos Paralímpicos | Juegos Paralímpicos |
| Año                 | Lugar               | Medalla             | Prueba              |
| ------------------- | ------------------- | ------------------- | ------------------- |
| 2020                | Tokio (Japón)       | Medalla de oro      | Peso F34            |
| 2024                | París (Francia)     | Medalla de bronce   | Peso F34            |